# Antarktisz zászlaja
Az Antarktisz zászlaja 1990 óta van használatban, de még nem elfogadott (hivatalos) zászló. Az ENSZ zászlójának színeivel megegyező, nagymértékben hasonlít rá. A kék szín a békét szimbolizálja.
Ez a kék-fehér zászlóterv az úgynevezett „Graham Bartram” design, amelyik nem az egyetlen.
Egy másik javaslat a Whitney Smith vexillológus által javasolt narancs hátterű kialakítás:

A Whitney Smith által tervezett zászló